# My Best Friend Anne Frank
My Best Friend Anne Frank (en neerlandés: Mijn beste vriendin Anne Frank; en Latinoamérica Mi mejor amiga, Ana Frank y en España: Mi gran amiga, Ana Frank) es una película dramática neerlandesa de 2021 dirigida por Ben Sombogaart. Cuenta la historia de la amistad entre Hanneli Goslar y Ana Frank desde la perspectiva de Goslar. Está basada en Memories of Anne Frank: Reflections of a Childhood Friend, escrita por la autora estadounidense Alison Leslie Gold. Es la primera película de cine holandés sobre la vida de Ana Frank. Aiko Beemsterboer interpreta el papel de Ana Frank y Josephine Arendsen el de Hanneli Goslar.
La película obtuvo el premio Golden Film en octubre de 2021 tras haber vendido 100.000 entradas.
Parte de la película fue filmada en Hungría.
La película fue distribuida por Netflix a nivel internacional y se estrenó el 1 de febrero de 2022.